# 艾蜜莉·迪瑞文
艾蜜莉·迪瑞文（英語：Emilie de Ravin，發音： /ˈɛməli də ˈrævɪn/；1981年12月27日—），澳洲女演員。代表角色是《羅斯威爾》中的苔絲·哈定與美國廣播公司（ABC）電視劇《迷失》中的克萊爾·李特頓。2012年，她於ABC電視劇《童话镇》客串演出貝兒一角，並於該劇第二季中成為固定角色之一。她原定要在ABC試播劇《Americana》飾演安東尼·拉帕格利亞的女兒。
迪韋雲的電影作品包含《聖誕來搗蛋》（2005年）、《隔山有眼》（2006年）及《籃球夢》（2008年）。她曾在新黑色電影《追凶》中飾演布蘭登·費列（喬瑟夫·高登-李維 飾演）海洛因成癮的前女友愛米麗。此外，她也在《頭號公敵》（2009年）中飾演配角，近期作品則是與羅伯·派汀森共同演出的《記得我》（2010年）。她曾三度入選《美信》雜誌年度百大火紅人物（Hot 100）：分別是2005年（位列第47名）、2006年（位列第65名）及2008年（位列第67名）。

## 早年生活

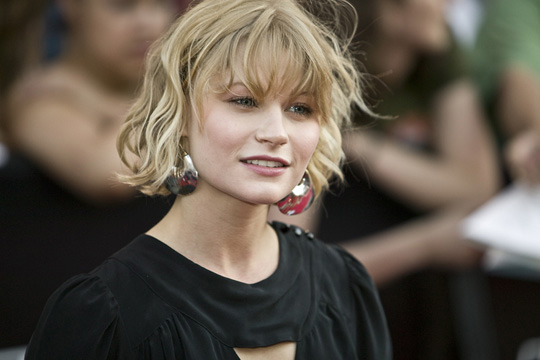
迪韋雲2007年度MuchMusic Video大獎。

迪韋雲出生於澳大利亚維州墨尔本東南部郊區的Mount Eliza, Victoria。九歲起於墨爾本克里斯塔·卡培倫芭蕾舞學校學習芭蕾，並由母親在家教育，最後於15歲錄取澳洲芭蕾舞學校。她參與了澳洲芭蕾與Danceworld 301的作品演出。迪韋雲在澳洲國立戲劇藝術學院學習表演，並在洛杉磯隨黃金時段演員工作室學習演出。

## 私人生活

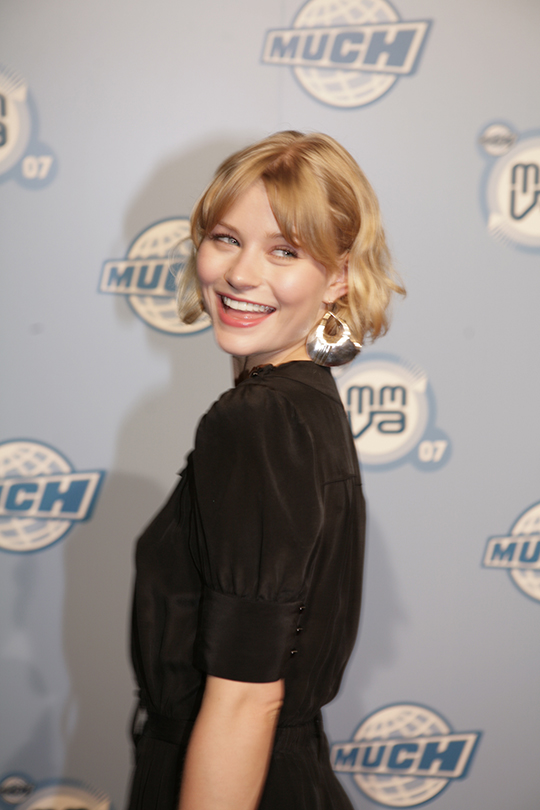
迪韋雲2007年度MuchMusic Video大獎。

在三年熱戀後，演員喬許·亞諾維茲（Josh Janowicz）於2005年元旦於墨爾本向迪韋雲求婚，據她形容是「相當突然，但很浪漫。」迪韋雲在洛杉磯與亞諾維茲相識，並稱「我們的短暫相聚總在工作之前。你用錢是買不到愛或家人的。」在拍攝《Lost檔案》時，迪韋雲常往返於夏威夷與自己在加州伯班克的家中，她與亞諾維茲跟鬆獅犬貝拉（Bella）同住。兩人於2006年6月19日於澳洲墨爾本訂下終身。婚後曾短暫分居六個月，最後復合。2009年6月，據報導他們已經分居，並協議離婚。2009年10月，在與丈夫同遊日本後，完成離婚手續。

## 腳註
1. 1 2  . Lost Cast. Channel 4.   [2006-09-23]. （原始内容存档于2012-03-03）.
2. ↑  Hibberd, James. . Entertainment Weekly. 19 June 2012  [20 June 2012]. （原始内容存档于2014-10-24）.
3. ↑  Clint, Caffeinated. . Lost‘s Emilie de Ravin moving to Americana. Moviehole.Net.   [23 February 2012]. （原始内容存档于2012-07-18）.
4. ↑  . Business Services Industry. 10 May 2005  [2008-08-30]. （原始内容存档于2012-05-26）.
5. ↑  . 65 Emilie de Ravin. Maxim.   [2008-08-30]. （原始内容存档于2007-10-09）.
6. ↑  . 68. Emilie de Ravin. Maxim.   [2008-08-30]. （原始内容存档于2008-06-15）.
7. ↑  . TV Guide.   [2006-09-23]. （原始内容存档于2012-03-07）.
8. ↑  . Show Info. American Broadcasting Company.   [2006-09-23]. （原始内容存档于2006-09-02）.
9. ↑  . BeastMaster official site. Tribune Entertainment. 2000  [2006-09-23]. （原始内容存档于2004-06-13）.

## 外部連結
- Emilie de Ravin在互联网电影资料库（IMDb）上的資料（英文）
- 艾蜜莉·迪瑞文在时光网上的簡介（简体中文）
- Emilie de Ravin的X（前Twitter）